# Хор-Тагнинское муниципальное образование
Хор-Тагнинское муниципальное образование — сельское поселение в Заларинском районе Иркутской области Российской Федерации.
Административный центр — село Хор-Тагна.

## Население
| 2010 | 2011 | 2012 | 2013  | 2014  | 2015 | 2016 |
| ---- | ---- | ---- | ----- | ----- | ---- | ---- |
| 947  | ↘946 | ↗985 | ↗1003 | ↗1027 | ↘989 | ↘969 |
| 2017 |      |      |       |       |      |      |
| ↘965 |      |      |       |       |      |      |

По результатам Всероссийской переписи населения 2010 года
численность населения муниципального образования составила 947 человек, в том числе 478 мужчин и  469 женщин.

## Состав сельского поселения
| № | Населённый пункт | Тип населённого пункта       | Население |
| - | ---------------- | ---------------------------- | --------- |
| 1 | Бахвалово        | участок                      | ↘0        |
| 2 | Дагник           | участок                      | ↘64       |
| 3 | Окинские Сачки   | деревня                      | →0        |
| 4 | Пихтинский       | участок                      | →113      |
| 5 | Правый Сарам     | участок                      | →0        |
| 6 | Среднепихтинский | участок                      | ↗100      |
| 7 | Таёжный          | участок                      | ↘10       |
| 8 | Хор-Тагна        | село, административный центр | ↗698      |
| 9 | Шарагул-Сачки    | участок                      | →0        |

### Упразднённые населённые пункты
- Большая Елань
- Бомы
- Георгиевский
- Каменка
- Резиновский
- Русь
- Сахарант
- Толстый Мыс
- Шерагул[10][11]